# Gyrton (Eponymos)
Gyrton ist eine Gestalt der griechischen Mythologie. Auf Grund seiner Abstammung und geographischen Verortung gehört er möglicherweise zum sagenhaften Volksstamm der Lapithen. Er ist möglicherweise der Eponymos einer untergegangenen gleichnamigen Stadt.

## Name
Der Name kommt vom griechischen Γυρτών, Gyrtṓn, lateinisch und deutsch mit abweichender Betonung Gýrton.

## Mythos
Er hat einen Bruder und wird von Stephanos als Eponymos mit der untergegangenen Polis Gyrton in Verbindung gebracht: „Gyrton, eine Stadt in Thessalien, in (der Landschaft) Perrhaibia ... (benannt) nach einem Bruder des Phlegyas, Gyrton, der wohl selbige (Stadt) gegründet hat.“
Aber diese immerhin ruhmenswerte Tat einer Stadtgründung wird ihm von anderen streitig gemacht: „Sie (die Polis Gyrton) wurde benannt nach Gyrtone, der Tochter des Phlegyas.“
Gyrton kann zu seinem Mythos sonst nichts beitragen, er bleibt eine kleine familiäre Ergänzung zum bekannteren Bruder Phlegyas.